# Galindien
 (juillet 2017).
Si vous disposez d'ouvrages ou d'articles de référence ou si vous connaissez des sites web de qualité traitant du thème abordé ici, merci de compléter l'article en donnant les références utiles à sa vérifiabilité et en les liant à la section « Notes et références ».
Le galindien est une langue éteinte appartenant au groupe balte occidental des langues indo-européennes.

Répartition des tribus baltes, circa 1200 ap. J.-C. (les délimitations sont approximatives).

## Histoire
Ptolémée mentionne les Galindiens dans sa description des tribus européennes. Il les situe quelque part au sud de la mer Baltique. 
Les Galindiens occidentaux étaient d'abord une tribu des Baltes occidentaux indépendante avant de devenir un clan borusse occupant la Galandie. La langue n'est pas attestée matériellement et la dissolution graduelle de la langue dans le vieux-prussien ne s'appuie que sur des conjectures linguistiques. On considère ainsi le galindien occidental tardif comme un dialecte du vieux-prussien. On parla le galindien occidental en Prusse jusqu'au XIVe siècle.
Les Galindiens orientaux (russe : golyad', голядь) sont une tribu balte dont des manuscrits russes du XIe siècle indiquent la présence près de Moscou, sur la rivière Protva. On ne sait rien de leur langue.

## Distribution
Le galindien occidental se parlait au sud de la Prusse-Orientale, où se trouve aujourd'hui l'Est de la Pologne.

## Écriture
Aucun document écrit ne nous est parvenu.

## Grammaire
Comme le vieux-prussien, le galindien semble avoir été une langue fortement flexionnelle et de structure complexe.